# Jezioro osobliwości (film)
Jezioro osobliwości – polski film obyczajowy na podstawie powieści Krystyny Siesickiej o tym samym tytule, przedstawiający losy 16-letniej dziewczyny Marty i jej dramat w związku z planowanym zamążpójściem jej matki za ojca jej chłopaka.